# Pseudotiron coas
Pseudotiron coas är en kräftdjursart som beskrevs av J. L. Barnard 1967. Pseudotiron coas ingår i släktet Pseudotiron och familjen Synopiidae. Inga underarter finns listade i Catalogue of Life.